# Rudford e Highleadon
Rudford e Highleadon é uma paróquia de Forest of Dean, no condado de Gloucestershire, na Inglaterra, constituída pelas aldeias de Rudford e Highleadon. De acordo com o Censo de 2011, tinha 288 habitantes. Tem uma área de 5,28 km².